# Srbac
La municipalidad de Srbac se localiza en la región de Banja Luka, dentro de la República Srpska, en Bosnia y Herzegovina.

## Localidades
Esta municipalidad de la República Srpska, localizada en Bosnia y Herzegovina se encuentra subdividida en las siguientes localidades a saber:
- Bajinci
- Bardača
- Bosanski Kobaš
- Brezovljani
- Brusnik
- Crnaja
- Ćukali
- Donja Lepenica
- Donji Kladari
- Donji Srđevići
- Dugo Polje
- Gaj
- Glamočani
- Gornja Lepenica
- Gornji Kladari
- Gornji Srđevići
- Ilićani
- Inađol
- Kaoci
- Korovi
- Kukulje
- Lilić
- Nova Ves
- Novi Martinac
- Nožičko
- Povelič
- Prijebljezi
- Rakovac
- Razboj Ljevčanski
- Razboj Župski
- Resavac
- Seferovci
- Selište
- Sitneši
- Sitneši Mali
- Srbac
- Srbac (selo)
- Stari Martinac
- Vlaknica

## Geografía
Srbac cubre unos 453 km² (174,9 mi²) de tierra en el norte de Bosnia situado a la entrada del río Vrbas en el río Sava. La ciudad está situada a 45,06 ° N 17,31 ° E.
La fuente del río Vrbas está a unos 140 km (87 millas) al sur, y los ríos tributarios de Suturlija, Crkvena, y Vrbanja fluyen en la ciudad de Banja Luka.
El área alrededor de Srbac esta cubierta por montañas boscosas al sur-este (40% de la superficie total) y tierras de cultivo en el suroeste (60% de la superficie total). La ciudad misma está construida en el valle de Panonia, que se encuentra en la transición entre las zonas de monte bajo y tierras de cultivo plana. Las sierras al sur-este se las llama Motajica y el pico más alto se llama Gradina a 652 metros sobre el nivel del mar. El punto más bajo es de 89 metros en el Vlaknica (pueblo pequeño. La frontera norte del municipio con la República de Croacia es de 42 kilómetros de largo.

## Clima
Srbac tiene un clima continental, con inviernos muy fríos y veranos cálidos. El mes más caluroso del año es julio, con una temperatura promedio de 25 °C (77 °F). El mes más frío del año es enero, cuando las temperaturas promedio de -5 °C (23 °F). La precipitación anual de Srbac es alrededor de 875 mm. Debido a las altas latitudes de la ciudad; en Srbac cae nieve casi todos los años también. Los fuertes vientos vienen del norte y noreste por ende traen mucha.

## Demografía
Si se considera que la superficie total de este municipio es de 2.453 kilómetros cuadrados y su población está compuesta por unas 21.840 personas, se puede estimar que la densidad poblacional de esta municipalidad es de 48 habitantes por cada kilómetro cuadrado de esta división administrativa.